# BR-080
A BR-080 é uma rodovia radial brasileira que ligará a capital do país, Brasília, ao município de Ribeirão Cascalheira, no estado de Mato Grosso. A rodovia se encontra construída atualmente entre Brasília e o distrito de Luiz Alves, localizado em São Miguel do Araguaia, no estado de Goiás. O trecho final a ser terminado, situado entre o distrito de Luiz Alves-GO e o município de Ribeirão Cascalheira-MT está prestes a se iniciar, uma vez que o IBAMA, no final de 2019, emitiu a licença ambiental necessária para obra, pendência essa que estava faltando para que a rodovia fosse concluída. Em 2011, o DNIT já estudava a implantação e pavimentação da BR-080 entre a BR-158, em Ribeirão Cascalheira, e a divisa com o Estado de Goiás.
Tal empreendimento trará vultuosos investimentos para a região Nordeste de MT, facilitando o escoamento da produção agropecuária, ligando a região até a Ferrovia Norte-Sul, principal via de escoamento do Centro-Oeste.
Ao longo de seu percurso, a BR-080 passa pelo Distrito Federal e pelo estado de Goiás e em breve chegará a Mato Grosso. O trecho da rodovia localizado entre Brasília (DF) e Uruaçu (GO) é um dos principais trechos rodoviários da Região Centro-Oeste do Brasil, sendo responsável por ligar Brasília ao norte de Goiás, ao Tocantins, ao Maranhão, ao Pará e ao Amapá, em conjunto com a BR-153. Juntamente com as rodovias BR-040, BR-153, BR-226 e BR-010, a BR-080 integra um grande corredor rodoviário que liga o Rio de Janeiro (RJ) a Belém (PA), passando por Belo Horizonte (MG) e por Brasília (DF).

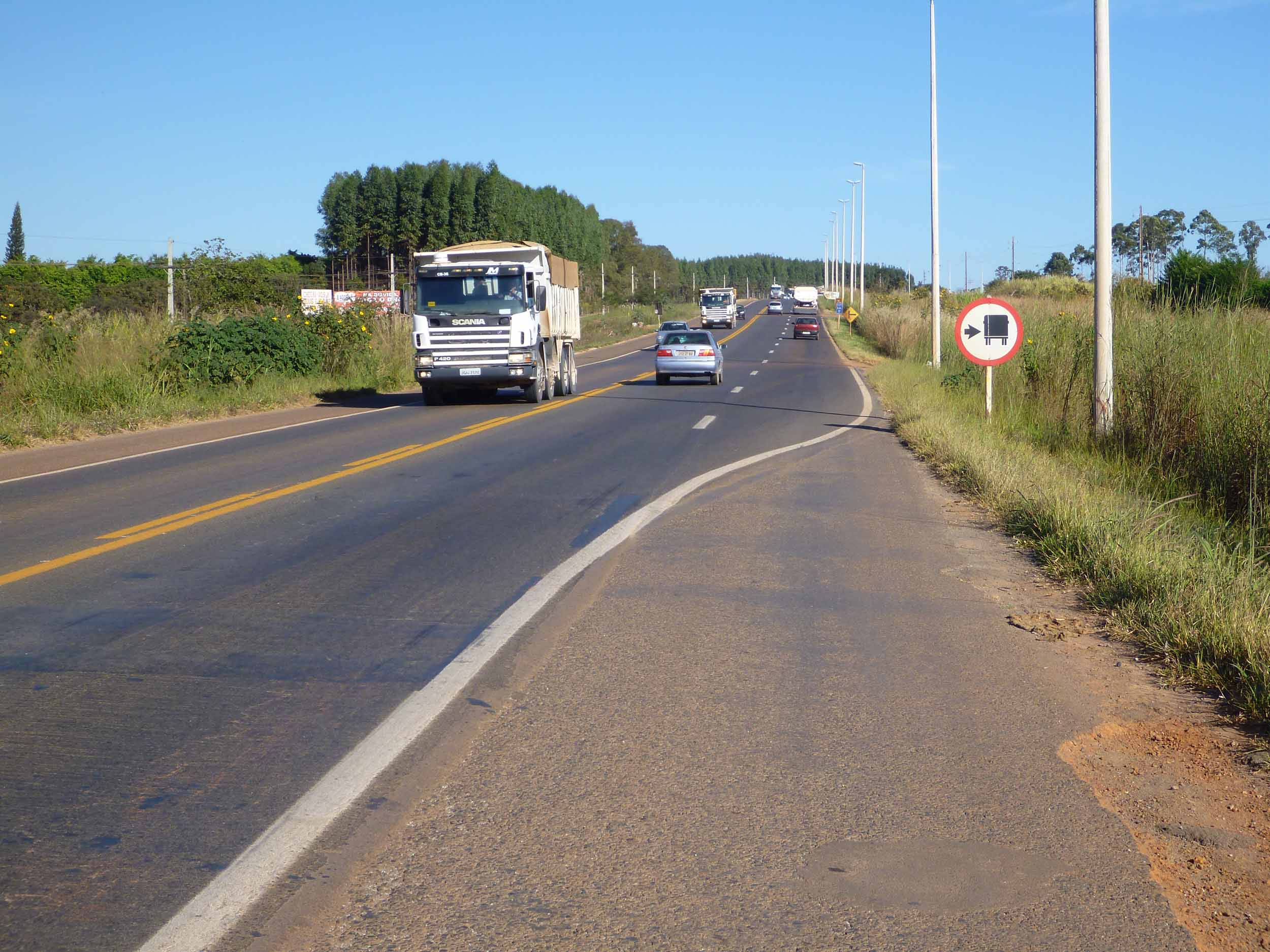
Trecho da BR-080 na altura do município de Padre Bernardo, Goiás.

As principais cidades servidas pela BR-080 são:
- Brasília (DF)
- Padre Bernardo (GO)
- Barro Alto (GO)
- Uruaçu (GO)
- São Miguel do Araguaia (GO)

De acordo com o projeto original da rodovia, estabelecido no âmbito do Plano de Integração Nacional, a BR-080 deveria atingir a fronteira com a Colômbia, seguindo até região conhecida como Cabeça do Cachorro, localizada em São Gabriel da Cachoeira (AM), no extremo noroeste do Brasil.
Porém, esta última parte do projeto se encontra suspenso devido a dificuldades técnicas de implantação. Atualmente, parte deste trecho abandonado da BR-080 corresponde às rodovias MT-322, AM-254, AM-070, AM-352 e BR-210. O projeto original da BR-080 previa a passagem da rodovia pelas seguintes localidades e cidades:
- Campo de Provas Brigadeiro Velloso (em Novo Progresso, PA)
- Jacareacanga (PA)
- Manaus (AM)
- Manacapuru (AM)
- São Gabriel da Cachoeira (AM)